# Charinidae
Infra-ordre
Famille
Les Charinidae sont une famille d'amblypyges, la seule de l'infra-ordre des Charinina.

## Distribution
Les espèces de cette famille se rencontrent en Amérique, en Afrique, dans le sud de l'Asie, en Océanie et en Europe du Sud.

## Liste des genres
Selon Whip spiders of the World (version 1.0) :
- Charinus Simon, 1892
- Sarax Simon, 1892

et décrit depuis :
- Weygoldtia Miranda, Giupponi, Prendini & Scharff, 2018

Le genre Stygophrynus a été placé en synonymie avec le genre Catageus dans les Charontidae par Miranda, Giupponi, Prendini et Scharff en 2018.
La famille est révisée par Miranda, Giupponi, Prendini et Scharff en 2021.

## Publications originales
- Quintero, 1986 : « Revision de la clasificacion de amblypygidos pulvinados: creacion de subordenes, una nueva familia y un nuevo genero con tres nuevas especies (Arachnida: Amblypygi). » Proceedings of the Ninth International Congress of Arachnology, Panama 1983, Smithsonian Institution Press, p. 1-333.
- Weygoldt, 1996 : « Evolutionary morphology of whip spiders: towards a phylogenetic system (Chelicerata: Arachnida: Amblypygi). » Journal of Zoological Systematics and Evolution Research, vol. 34, p. 185–202.